# Daniel Grenier (écrivain)
Pour les articles homonymes, voir Grenier (homonymie).
Daniel Grenier est un écrivain et traducteur québécois né à Brossard en 1980.

## Biographie
Après des études à l’Université du Québec à Montréal où il défend une thèse de doctorat sur l’histoire des représentations du romancier dans la fiction américaine du dix-neuvième et du vingtième siècle, il publie son premier livre, Malgré tout on rit à Saint-Henri, en 2012. 
Il obtient ensuite le Prix littéraire des collégiens, en plus d’être finaliste aux Prix du Gouverneur général et au Prix des libraires, avec L’année la plus longue en 2015. La solitude de l’écrivain de fond, paru en 2017, le fait une fois de plus figurer parmi les finalistes aux Prix du Gouverneur général, cette fois dans la catégorie Essai. L'ouvrage est paru en France chez Flammarion et en anglais chez House of Anansi, sous le titre The Longest Year. Son quatrième livre, Françoise en dernier, paraît en 2018.
On lui doit également plusieurs traductions d'auteurs américains et canadiens anglais.

## Œuvre

### Romans
- L'Année la plus longue, Montréal, Le Quartanier, coll. « Polygraphe » no 10, 2015, 422 p.  (ISBN 978-2-89698-215-8) ; Paris, Flammarion, 2016.
- Françoise en dernier, Montréal, Le Quartanier, coll. « Polygraphe », 2018, 224 p.
- Héroïnes et tombeaux, Montréal, Héliotrope, 2023, 384 p.

### Essais
- Jean-François Chassay, Daniel Grenier et William S. Messier (dir.), Les Voies de l'évolution : de la pertinence du darwinisme en littérature, Montréal, Université du Québec à Montréal, Figura, Centre de recherche sur le texte et l'imaginaire, 2013, 191 p.  (ISBN 9782923907314).
- « Délier la langue », dans Nouveau Projet, 2015.
- La Solitude de l'écrivain de fond. Notes sur Wright Morris et l'art de la fiction, Montréal, Le Quartanier, « série QR », 2017, 96 p.  (ISBN 978-2-89698-303-2).
- Les Constellées, Montréal, Marchand de feuilles, 2020, 600 p.  (ISBN 9782925059011).

### Nouvelles et novellas
- Malgré tout on rit à Saint-Henri. Nouvelles, Montréal, Le Quartanier, coll. « Polygraphe », no 07, 2012, 253 p.  (ISBN 978-2-89698-029-1). Réédition Montréal, Boréal, 2013.
- Les Mines générales, Montréal, Le Quartanier, coll. « Nova », no 3, 2013, 50 p.  (ISBN 978-2-896981-31-1).
- « Annie courait », Le Devoir, 4 janvier 2015.

Participations
- Collectif, Maison des jeunes, Éditions de Ta Mère, 2013  (ISBN 978-2-923553-60-3) [présentation en ligne]
- Collectif, Des nouvelles de ta mère, Éditions de Ta Mère, 2015  (ISBN 978-2-923553-85-6) [présentation en ligne]

### Traductions
Traductions depuis l'anglais vers le français.
- Anna Leventhal, Douce Détresse, Montréal, Le Marchand de Feuilles, 2015.
- Mireille Silcoff, Chez l'Arabe, Montréal, Le Marchand de Feuilles, 2016.
- Guillaume Morissette, Nouvel Onglet, Montréal, Boréal, 2016.
- Sigal Samuel, Les mystiques du Mile End, Montréal, Le Marchand de feuilles, 2017.
- Dimitri Nasrallah, Niko, Chicoutimi, La Peuplade, 2017.
- Andrew Forbes, De l’utilité de l’ennui. Textes de balle, Montréal, Éditions de Ta mère, 2017, 189 p.  (ISBN 9782924670231) Traduction de Daniel Grenier et William S. Messier.
- Dimitri Nasrallah, Les Bleed, Chicoutimi, La Peuplade, 2018.
- Guillaume Morissette, Le visage originel, Montréal, Boréal, 2018.
- Dawn Dumont, On pleure pas au bingo (Nobody Cries at Bingo), Éditions Hannenorak, 2019
- Dawn Dumont, La Course de Rose (Roseʼs Run), Éditions Hannenorak, 2020
- Dawn Dumont, Perles de verre (Glass Beads), Éditions Hannenorak, 2021

## Prix et distinctions
- 2016 : Finaliste du Prix littéraire France-Québec, pour L'année la plus longue[2]
- 2016 : Finaliste du Prix des Libraires du Québec, pour L'année la plus longue[3]
- 2016 : Prix littéraire des collégiens, pour L'année la plus longue
- 2016 : Finaliste du Prix du gouverneur général du Canada, catégorie roman, pour L'année la plus longue[4]
- 2017 : Finaliste du Prix du gouverneur général du Canada, catégorie essai, pour La solitude de l'écrivain de fond[4]
- 2018 : Finaliste du Prix du gouverneur général du Canada, catégorie traduction de l'anglais vers le français, pour De l’utilité de l’ennui. Textes de balle[4] de Andrew Forbes
- 2020 :  Finaliste Prix du Gouverneur général : traduction de l'anglais vers le français[4] pour sa traduction de Nobody Cries at Bingo, de Dawn Dumont, traduit sous le titre On pleure pas au bingo
- 2021 : Finaliste Prix du Gouverneur général : traduction de l'anglais vers le français[4] pour sa traduction de Roseʼs Run, de Dawn Dumont, traduit sous le titre La Course de Rose